# 第59回天皇杯全日本サッカー選手権大会
第59回天皇杯全日本サッカー選手権大会（だい59かいてんのうはいぜんにほんサッカーせんしゅけんたいかい）は、1979年（昭和54年）12月22日から1980年（昭和55年）1月1日まで開かれた天皇杯全日本サッカー選手権大会である。

## 概要
- 本大会出場は28チーム。

## 出場チーム

### 日本サッカーリーグ1部
- 東洋工業（28回目）
- 新日本製鐵（23回目）
- 古河電工（16回目）
- 日立製作所（15回目）
- 三菱重工（15回目）
- ヤンマー（12回目）
- 日本鋼管（9回目）
- フジタ工業（8回目）
- 読売クラブ（5回目）
- 日産自動車（2回目）

### 北海道
- 札幌大学（6回目）

### 東北
- 五戸町役場（4回目）

### 関東
- 早稲田大学（19回目）
- 筑波大学（8回目）
- 東京農業大学（2回目）
- 順天堂大学（初出場）
- 東邦チタニウム（初出場）

### 北信越
- 日精樹脂工業（3回目）

### 東海
- トヨタ自工（8回目）
- 本田技研（6回目）

### 関西
- 田辺製薬（7回目）
- ヤンマークラブ（3回目）
- 大商大クラブ（初出場）
- 北摂けまり団（初出場）

### 中国
- マツダオート広島（2回目）

### 四国
- 帝人（10回目）

### 九州
- 九州産業大学（6回目）
- 福岡大学（6回目）

## 試合

### 1回戦
- 五戸町役場 0-3 東邦チタニウム
- 日産自動車 2-1 九州産業大学
- ヤンマークラブ 2(PK4-2)2 新日本製鐵
- 日立製作所 4-2 トヨタ自工
- 早稲田大学 2-1 田辺製薬
- 東京農業大学 0-1 帝人
- 筑波大学 3-1 札幌大学
- マツダオート広島 1-0 北摂けまり団
- 福岡大学 0-1 東洋工業
- 日本鋼管 1-0 順天堂大学
- 日精樹脂工業 0-4 古河電工
- 本田技研 3-0 大商大クラブ

### 2回戦
- 三菱重工 3-0 東邦チタニウム
- 日産自動車 2-3 ヤンマークラブ
- 日立製作所 1-0 早稲田大学
- 帝人 0-7 読売クラブ
- フジタ工業 3-1 筑波大学
- マツダオート広島 0-5 東洋工業
- 日本鋼管 0(PK4-5)0 古河電工
- 本田技研 1-2 ヤンマー

### 準々決勝
- 三菱重工 2-0 ヤンマークラブ
- 日立製作所 4-0 読売クラブ
- フジタ工業 5-0 東洋工業
- 古河電工 0-3 ヤンマー

### 準決勝
- 三菱重工 4-1 日立製作所
- フジタ工業 3-1 ヤンマー

### 決勝
- 三菱重工 1-2 フジタ工業